# Spilocuscus kraemeri
El cuscús de las islas del Almirantazgo o cuscús moteado de la isla Manus (Spilocuscus kraemeri) es una especie de marsupial de la familia Phalangeridae endémica de las islas del Almirantazgo, de Papúa Nueva Guinea.

## Descripción
Es el miembro de menor tamaño del género Spilocuscus. Las hembras tienen la espalda negra, mientras que los machos tienen motas negruzcas sobre fondo blanco. Ambos sexos tienen la cabeza pardo rojiza.

## Estado de conservación
Está catalogado como especie casi amenazada porque aunque no escasea tiene un área de distribución reducido (ocupa menos de 2.000 km²), y se está produciendo una continua reducción tanto de la extensión de su hábitat como del número de individuos, como marca el criterio B de la UICN. La continua presión de la población humana y su baja fecundidad, en un animal relativamente longevo, son los principales motivos de preocupación.